# Pasquale De Rossi (politico)
Pasquale De Rossi (Vallecorsa, 25 settembre 1794 – 18 dicembre 1863) è stato un politico italiano.
Nel 1815 si trasferì a Roma per studiare "gius pubblico e criminale" all'Università degli studi di Roma "La Sapienza". Nel 1833 divenne professore di diritto romano nella medesima università oltre ad esercitare la professione di avvocato nella Capitale.
Nel 1847 fu nominato consultore di stato per la provincia di Frosinone nella Consulta di Stato voluta da papa Pio IX. Dopo la pubblicazione dello Statuto per lo Stato Pontificio, divenne ministro di grazia e giustizia nel primo ministero laico presieduto da Terenzio Mamiani della Rovere nel 1848.
Nel maggio dello stesso anno Pasquale de' Rossi fu eletto deputato al Consiglio dei deputati nella parte dei "moderati" ed entrò nell'esecutivo guidato da Odoardo Fabbri (4 maggio - 3 agosto 1848). Come ministro di Grazia e giustizia dovette, a norma dello Statuto, presiedere anche il Consiglio di Stato. Fu confermato nella carica nel successivo governo Soglia Ceroni-Fabbri (6 agosto - 15 settembre 1848). Tutti gli incarichi esecutivi che gli furono affidati vennero svolti con moderazione ma con una concezione liberale dello stato e con un profondo rispetto per l'autorità ecclesiastica. Dopo la fine della breve vita dell'esecutivo, Pasquale de' Rossi rimase semplice deputato continuando comunque la sua opera di riforma dell'ordinamento giudiziario dello Stato.
Quando nel 1849, dopo la fuga di Pio IX a Gaeta, furono indette le elezioni per l'Assemblea Costituente per gli Stati Romani, Pasquale de' Rossi fu eletto con quasi ottomila voti nel collegio elettorale di Roma. Tuttavia si dimise dopo che l'Assemblea deliberò la decadenza del potere temporale dei papi.
Sicuramente però il ruolo per cui egli fu più noto fu come organizzatore e comandante ad honorem (data l'età) del Battaglione Universitario Romano, una formazione militare formata da studenti volontari dell'Università La Sapienza che si distinse nel biennio 1848-1849 nella difesa delle istituzioni democratiche, tra le quali soprattutto la Repubblica Romana, e che diede prova di estremo coraggio durante le battaglie. Sconfitta la Repubblica dalle truppe francesi e tornato Pio IX, egli fu privato dell'insegnamento, sebbene si fosse mostrato sempre contrario a rivoluzioni anticlericali. Morì il 18 dicembre 1863.